# Witold Kiejstutowicz

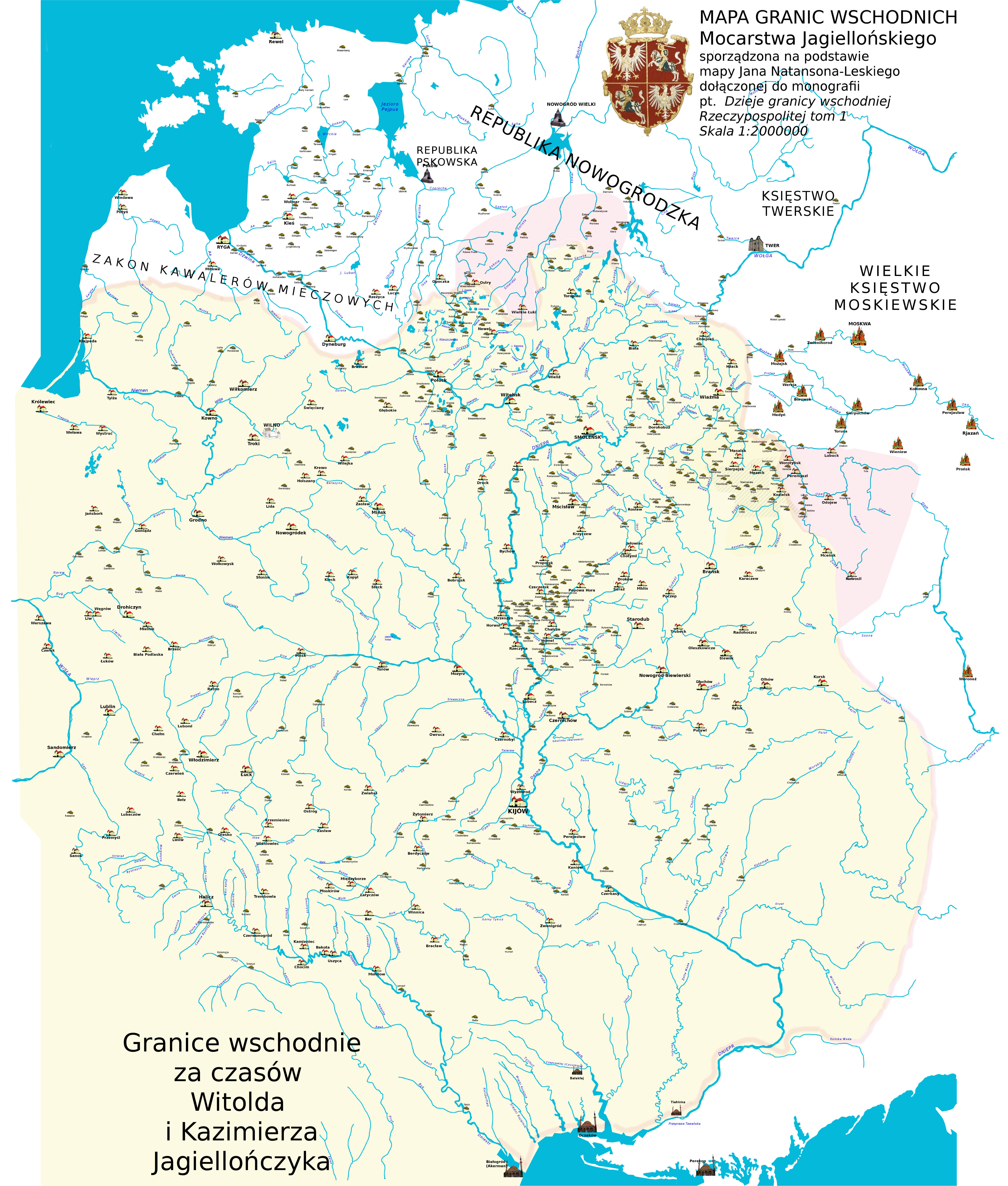
Ziemie pod panowaniem Wielkiego Księstwa Litewskiego w XV wieku (w tym pogranicze litewsko-moskiewskie)

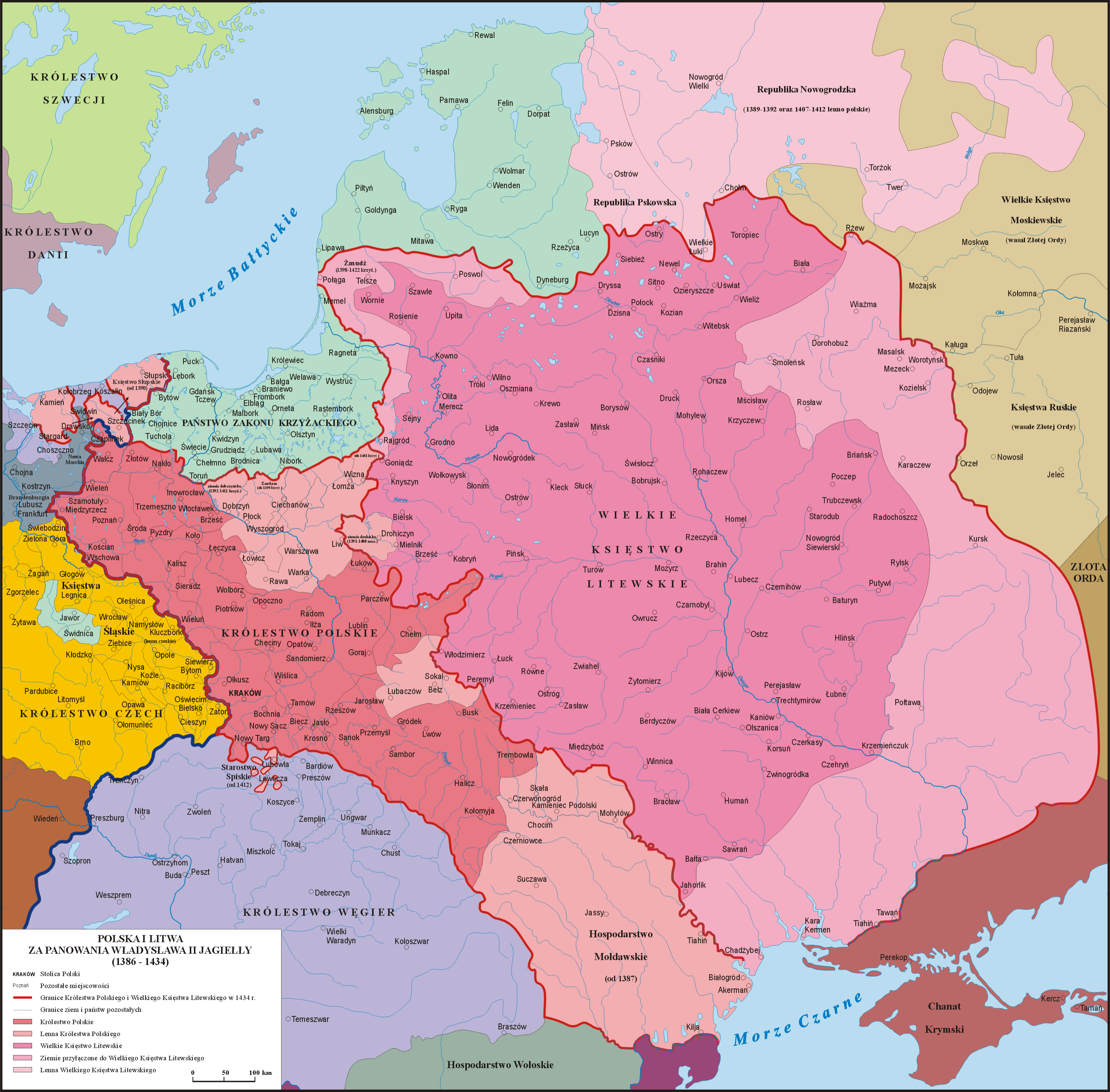
Królestwo Polskie i Wielkie Księstwo Litewskie za czasów Jagiełły i Witolda

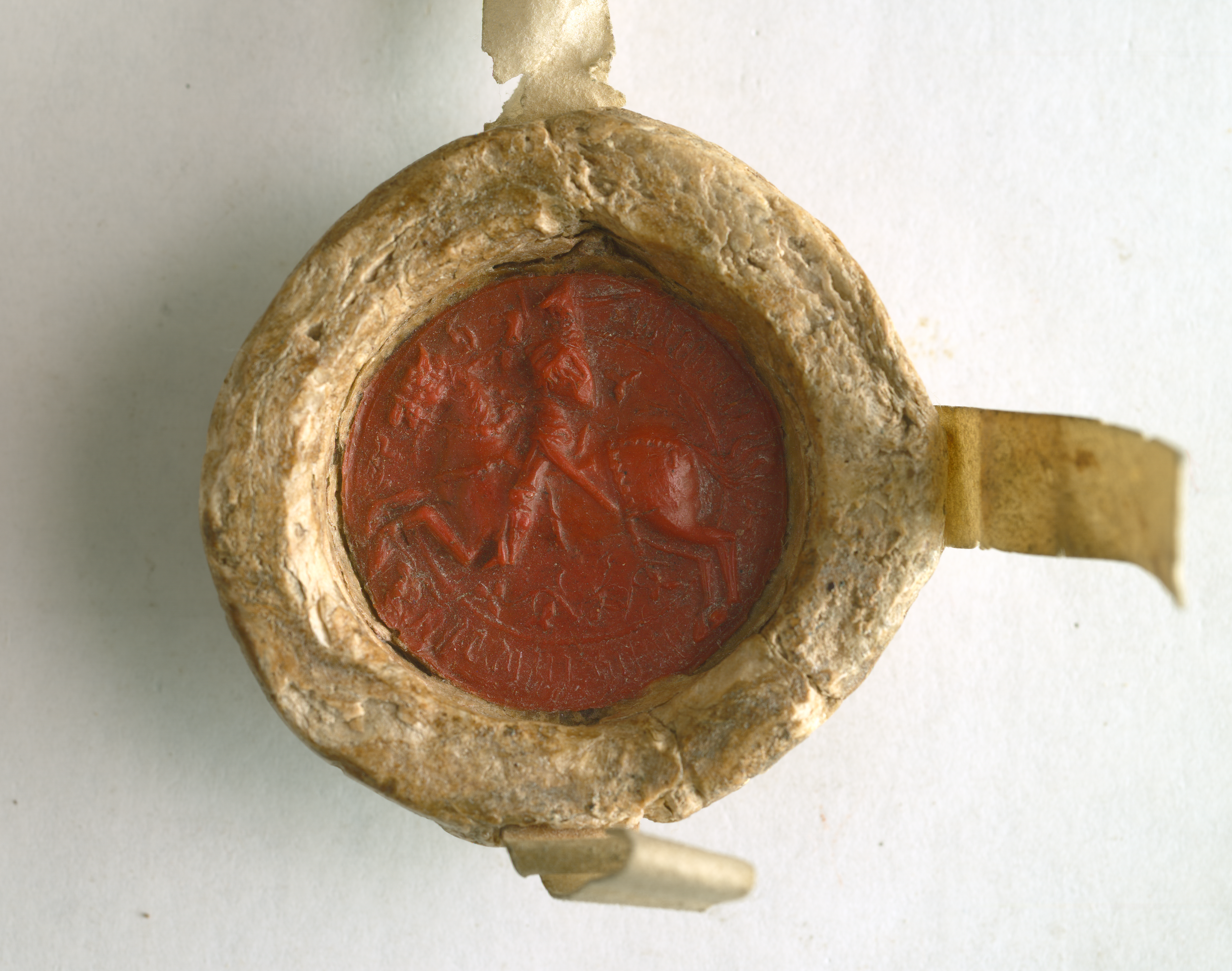
Pieczęć konna wielkiego księcia litewskiego Witolda z 1404 roku

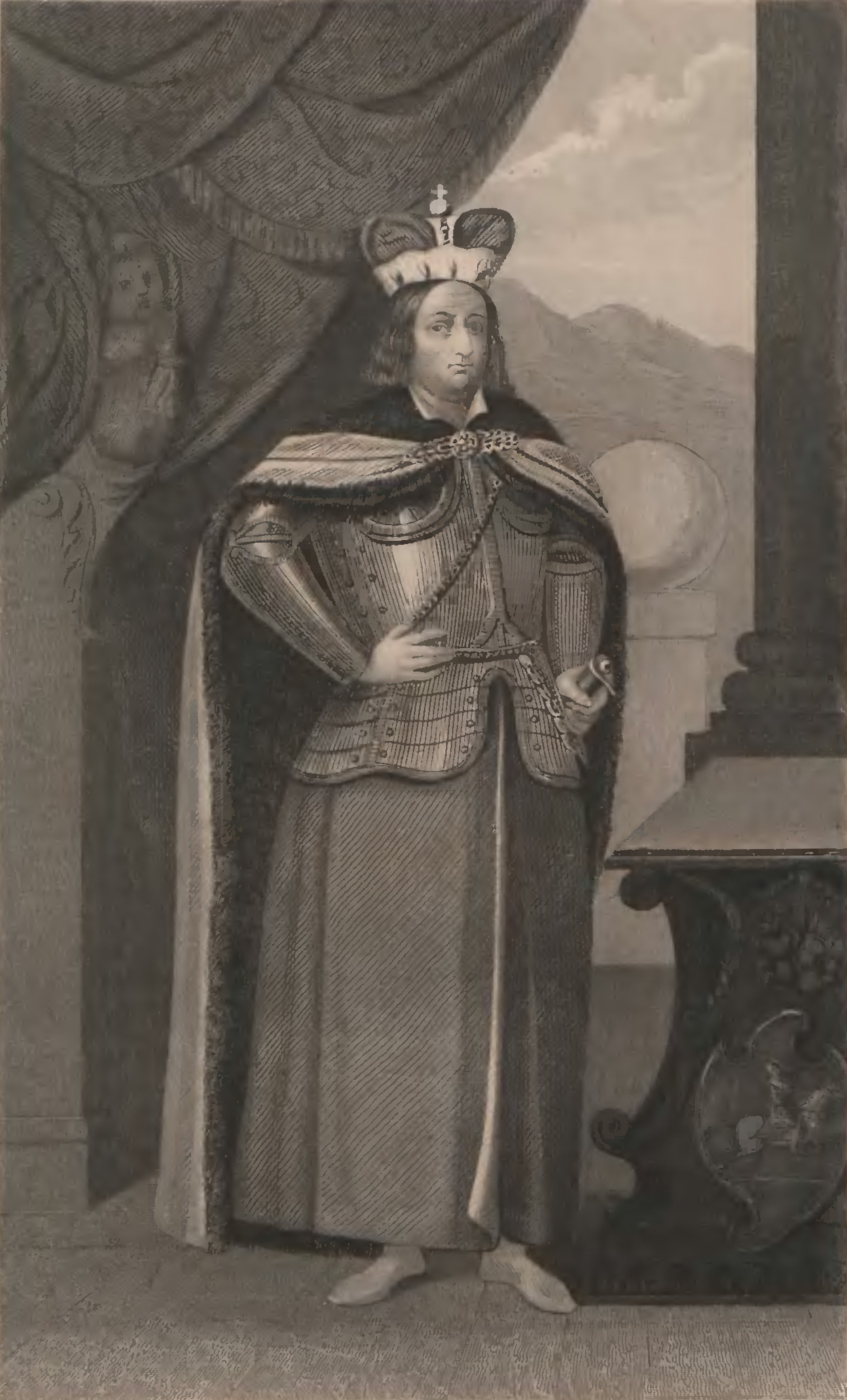
Witold, Wielki Książę Litewski
(rys. Jan Hesse), Nieśwież

Witold Kiejstutowicz, imię chrzestne Aleksander (dawniej katolickie Wigand) (lit. Vytautas, biał. Вітаўт, niem. Vitold lub Witold, Witaut, ros. Витовт Witowt ; ur. 1354 lub 1355 w Trokach (?), zm. 27 października 1430 w Trokach) – książę litewski z rodu Giedyminowiczów, w latach 1384–1389 książę grodzieński, brzeski, suraski, drohiczyński, wołkowyski, kamieniecki, w latach 1392–1401 namiestnik Litwy, od 1401 wielki książę litewski (Magnus Dux), syn Kiejstuta i kapłanki Biruty, brat stryjeczny króla Władysława II Jagiełły.
Brał udział w walkach z Moskwą, Złotą Ordą i Krzyżakami oraz w walkach o panowanie na Litwie. Jego polityka, zarówno jako namiestnika Litwy i wielkiego księcia, polegająca na umacnianiu Litwy jako niepodległego i silnego państwa kłóciła się z polityką jego brata stryjecznego, króla Polski Władysława Jagiełły, który zamierzał uczynić z Litwy „polską prowincję”. W kronice Jana Długosza obraz Witolda jest nadzwyczaj pozytywny i przez kronikarza jest nazywany też pater patriae Litwy.

## Życiorys

### Wczesne lata (do 1377)
Witold urodził się najprawdopodobniej w Trokach, jako syn wielkiego księcia Kiejstuta i kapłanki Biruty. Nie jest znana dokładna data jego narodzin. Według J. Nikodema, powołującego się na zdanie T. Wasilewskiego Witold urodził się w 1354 lub 1355. Nie ma też szczegółowych informacji o wychowaniu księcia. Po raz pierwszy na kartach historii pojawia się u boku ojca w armii maszerującej na Moskwę w 1372. Przypisuje mu się też uczestnictwo w bitwie pod Rudawą (1370). Jego pierwsza samodzielna kampania przypada na 1376, kiedy dotarł do Tammowa, w okolice Insterburga.

### Między Kiejstutem a Jagiełłą (1377–1381)
Po śmierci Wielkiego Księcia Olgierda w maju 1377 i objęciu władzy na Litwie przez jego syna Jagiełłę, brat Olgierda Kiejstut poparł swego bratanka i wsparł go w walkach przeciwko Zakonowi, który chciał wykorzystać moment osłabienia Litwy. Witold mógł być obecny przy zawieraniu rozejmu w Trokach z 29. września 1379.
Wiadomo, że Witold brał udział na łowach w Dawidyszkach w maju 1380, gdzie Jagiełło spotkał się z pełnomocnikami Zakonu – wielkim komturem Rudigerem von Elner, wielkim szpitalnikiem i komturem elbląskim Ulrykiem Fricke. Owe łowy zakończyły się podpisaniem 31. maja 1380 tajnego układu, który gwarantował nienaruszalność ziem litewskich z wyłączeniem ziem Kiejstuta. Rola Witolda, później przedstawianego jako wroga Jagiełły, budzi tutaj zdziwienie. Możliwe, że Kiejstutowicz dostrzegał realizm Jagiełły związany z przyjęciem chrześcijaństwa i uznawał drogę ojca, zagorzałego poganina, za mylny kierunek.

### Walka o władzę przeciwko Jagielle (1381–1392)
Treść układu z Dawidyszek ujrzała światło dzienne w 1381 i wywołała gniew u Kiejstuta. Książę trocki, z Witoldem u swego boku, zajął Wilno, a Jagiełłę z jego matką, Julianną Twerską, zamknął w Połocku. Po ucieczce Jagiełły w 1382 doszło do połączenia się z siłami wielkiego mistrza Winrycha von Kniprode i utraty kolejno Trok i Wilna. Kiejstut i Witold salwowali się ucieczką i próbowali negocjować z Jagiełłą. Pełniący rolę negocjatora brat Jagiełły, Skirgiełło, doprowadził do ich uwięzienia. Witolda trzymano w Wilnie do czasu, gdy na zamku w Krewie odnaleziono martwego Kiejstuta. Witolda przetransportowano do Krewa, z którego niedługo potem uciekł.  
Po ucieczce Witold wpierw udał się na Mazowsze, a później do państwa zakonnego, gdzie wraz z Zakonem dowodził rejzami na Wielkie Księstwo. Zajął Troki i podejmował się wypadów na Wilno. 12. października 1383 został ochrzczony w Tapiewie, gdzie ojcem chrzestnym był komtur ragnecki Wigand von Beldersheim, od którego wziął imię chrześcijańskie. W 1384, za plecami dostojników zakonnych, doszło do pogodzenia się Witolda i Jagiełły, gdzie ten pierwszy powrócił na Litwę, paląc wcześniej twierdzę Jurbork.
Po powrocie na Litwę otrzymał Łuck na Wołyniu z ziem brata stryjecznego Fedora, syna Lubarta Dymitra, przyjął ponownie chrzest, tym razem od Cerkwi prawosławnej, przybierając imię Aleksander. W 1385 Jagiełło zawarł z Polską Unię w Krewie, a w roku 1386 został wybrany na króla Polski. Jego regentem na Litwie został jego brat Skirgiełło, który dzierżył w swoich rękach zamek w Trokach. Witold otrzymał Brześć, Drohiczyn, Kamieniec Litewski, Wołkowysk, Grodno i Suraż. Kiejstutowicz nigdy nie potrafił się pogodzić z utratą Troków, wzniecił więc bunt przeciwko Skirgielle. 10. maja 1386 jako książę litewski złożył hołd homagialny królowi Władysławowi II Jagielle, królowej Jadwidze Andegaweńskiej i Koronie Królestwa Polskiego.
W 1390 Witold dołączył do krzyżackiej krucjaty, którą dowodził Engelbard Rabe. Razem z nimi obległ broniących Wilna Polaków. Wśród zabitych w czasie tego oblężenia znaleźli się Korygiełło i Towciwiłł (postrzelony bełtem z kuszy). Na zimę 1391, Witold przy wsparciu nowego mistrza krzyżackiego Konrada von Wallenrode wyprawił się w okolice Kowna, gdzie nad rzeką Niemen rozpoczęli budowę trzech drewnianych zamków. Jeden z nich, Ritterswerder, Witold obrał za swoją siedzibę.
Do pojednania między zwaśnionymi braćmi stryjecznymi doszło po otruciu Wigunta. Tajne negocjacje prowadzone przez Witolda z elektem płockim Henrykiem doprowadziły do odstąpienia Witolda od Krzyżaków i spalenia Ritterswerder oraz pozostałych dwóch zamków – Neugarten i Metemburg. Po powrocie na Litwę, Witold i Jagiełło zawarli w Ostrowie układ.

### Namiestnik Władysława Jagiełły na Litwie (1392–1401)
W 1392, na mocy ugody w Ostrowie, Witold, w zamian za zerwanie układu z Krzyżakami, otrzymał Troki oraz został namiestnikiem Jagiełły na Litwie, natomiast Skirgiełło został wielkim księciem w Kijowie, z którego w 1394 usunięto Włodzimierza Olgierdowicza. 5. sierpnia 1392 jako książę litewski złożył hołd homagialny królowi Władysławowi II Jagielle, królowej Jadwidze Andegaweńskiej i Koronie Królestwa Polskiego. Witold przystąpił do likwidowania księstw dzielnicowych, z których usuwał książąt Giedyminowiczów, oddając ich włości w ręce swoich lojalnych podwładnych. W kolejnych latach musiał przeciwstawić się kolejno Świdrygielle, który z pomocą Krzyżaków chciał zdobyć tron wileński, Jerzemu Światosławowiczowi i Hlebowi Światosławowiczowi, władcom smoleńskim, Olegowi Krasnemu, księciu riazańskiemu i Tatarom. W 1396 Witold pojmał w Witebsku Świdrygiełłę i odesłał go jako jeńca Jagielle.
W 1394 Krzyżacy, chcąc zjednać sobie Witolda i chcąc rozluźnić jego więzy z Polską,  przestali atakować Litwę i zaproponowali Witoldowi sojusz. Witold, szukając z kolei wsparcia Krzyżaków w swoich planach ekspansji na wschód, podpisał z nimi w 1398 niekorzystny dla Litwy Pokój na wyspie Salin, w których oddał Krzyżakom Żmudź po rzekę Niewiażę. Niemiecki kronikarz Johann von Poslig zapisał, że bojarzy proklamowali wówczas Witolda swym królem (eynen Koning), jednak wzmianka ta budzi wątpliwości, bo ustanowienie monarchii nie należało do kompetencji bojarów. Oznaczać to może, że chodziło tu o obwołanie Witolda wielkim księciem, ponieważ do tej pory Witold był zaledwie namiestnikiem polskiego króla. Potwierdza tę interpretację fakt, że proklamacja bojarów nie wywołała żadnego echa w źródłach poza Posligiem.
Jednak plany Witolda ekspansji na wschodzie szybko się załamały, gdy poniósł 12 lub 16 sierpnia 1399 dotkliwą klęskę w bitwie nad Worsklą z Tatarami Złotej Ordy pod wodzą Temüra Kutługa. W jej wyniku Litwa odepchnięta została od Morza Czarnego. Sam Witold jeszcze w styczniu 1400 podjął wraz z Krzyżakami wyprawę na Żmudź, ale wkrótce postanowił zwrócić swoją ekspansję z kolei na zachód przeciwko Krzyżakom. Jednak z braku środków i z powodu strachu przed aktywnym nadal Świdrygiełłą potrzebował sojusznika, zaczął więc ponownie szukać zbliżenia z Polską, która także była skłonna do kompromisu. Witold zachęcił Żmudź do powstania przeciwko Krzyżakom, w związku z czym Krzyżacy poparli Świdrygiełłę.

### Wielki Książę Litewski (1401–1430)

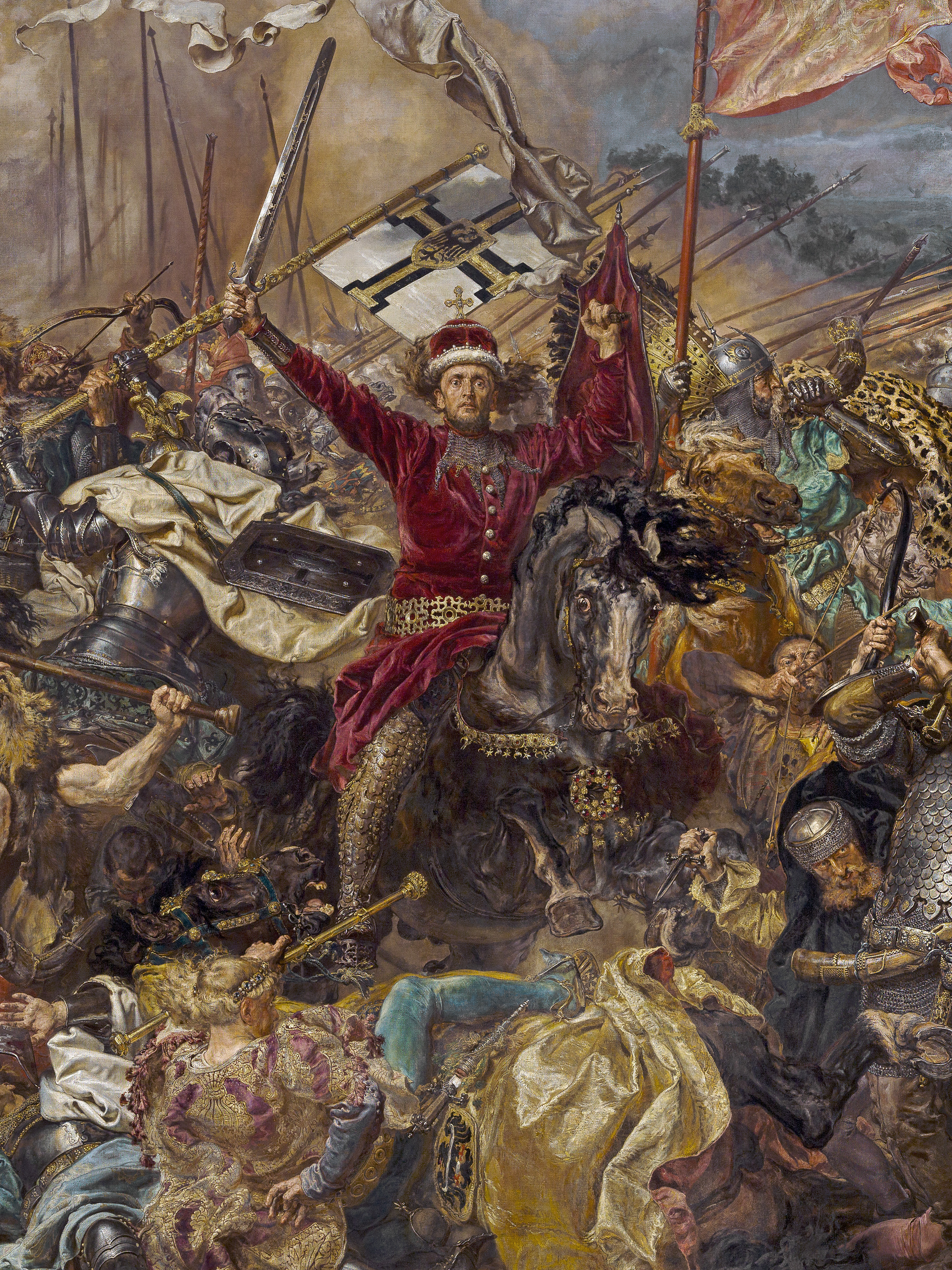
Wielki książę Witold (fragment obrazu Bitwa pod Grunwaldem), Jan Matejko

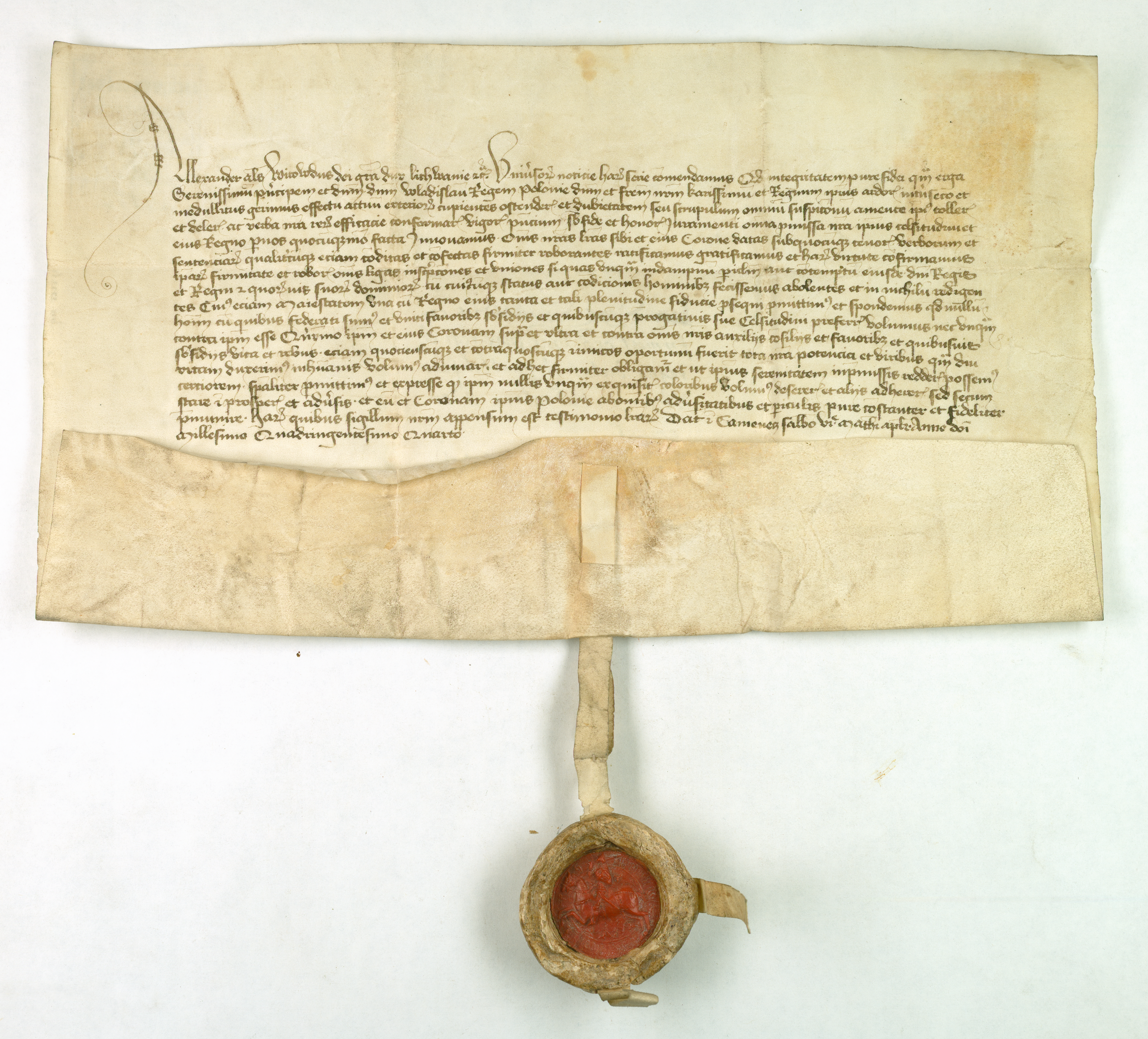
Witold, wielki książę litewski, przyrzeka wierność Władysławowi Jagielle i koronie polskiej (1404).

W 1401 podpisał unię wileńsko-radomską, dzięki czemu otrzymał w Radomiu w marcu 1401 od panów polskich dożywotnio tytuł Wielkiego księcia litewskiego, podlegającego jednak władcy polskiemu. Jagiełło przyjął tytuł: „Najwyższego Księcia Litewskiego” (Supremus Dux Lituaniae).
Po tych wydarzeniach Świdrygiełło porzucił otrzymane od Jagiełły Podole i zbiegł do Malborka, gdzie w 1401 roku też ogłosił się Wielkim Księciem, obiecując Krzyżakom oddanie Żmudzi. W latach 1402 i 1403 Krzyżacy, chcąc ukarać swego niedawnego sojusznika, razem ze Świdrygiełłą oraz książętami Riazania, Wiaźmy i Smoleńska najechali na Witolda, dochodząc aż do Wilna, jednak nie byli w stanie na stałe opanować Litwy, tym bardziej że Witold przy pomocy wojsk polskich spalił krzyżacki Dyneburg. Zerwanie Krzyżaków ze Świdrygiełłą oraz uzyskanie przez polską dyplomację korzystnej dla Witolda bulli od papieża, spowodowało, że Witold mógł zająć się ekspansją na wschodzie. W 1404 Witold przyłączył do Litwy z pomocą wojsk polskich księstwo smoleńskie. Następnie, w 1406 uderzył na Księstwo pskowskie, a w latach 1406–1408 podjął trzy wyprawy przeciwko Moskwie, zakończone pokojem nad rzeką Ugrą. W 1409 wyprawił się na Psków, który zgodził się płacić mu daninę. Zabezpieczyło to wschód Litwy przed wspólną z Polską rozprawą z Zakonem Krzyżackim. W porozumieniu z Jagiełłą Witold poparł w maju 1409 powstania antykrzyżackie na Żmudzi. W 1409 wykrył spisek przebywającego na jego dworze Świdrygiełły, którego w następstwie tego uwięził na kilka lat. W Wielkiej wojnie w 1410 bezpośrednio na polu bitwy dowodził wojskami litewsko-ruskimi pod Grunwaldem.
W wyniku I pokoju toruńskiego (1411) uzyskał zwrot Żmudzi (na czas życia). Podpisał pokój toruński 1411.
W 1413 podpisał unię horodelską, która potwierdziła instytucję odrębnego Wielkiego Księcia na Litwie, wybieranego przy udziale panów polskich. Unia ta wprowadziła wspólne sejmy i zjazdy polsko-litewskie, pokrewny podział administracyjny krajów i zatwierdziła przyjęcie bojarów litewskich do herbów polskich. Wprowadzając podobne systemy, Unia zwiększała jednocześnie niezależność Litwy od Polski, dzięki czemu została zaakceptowana przez panów litewskich.
W 1419 Witold rozkazał stłumić pogański bunt, który wybuchł przeciwko niemu na Żmudzi i ściąć 60 jego przywódców.
Sprawa nieudanej koronacji Witolda
Na zjeździe w Łucku na początku 1429 król niemiecki i węgierski Zygmunt Luksemburczyk, chcąc rozbić unię polsko-litewską wystąpił z projektem koronacji Witolda. Od razu uzyskał akceptację tej propozycji Władysława Jagiełły, który wiedział, że sprzeciw naraziłby go na nieporozumienia z Litwinami oraz dzięki temu sam zaszachuje w ten sposób Polaków chcących dokonywać po jego śmierci elekcji tronu, być może w sposób niekorzystny dla jego synów. Witold zajął stanowisko wyczekujące. Projekt koronacji poparli panowie litewscy, natomiast sprzeciwił się mu Zbigniew Oleśnicki, podkanclerzy Władysław Oporowski i Piotr Szafraniec, którzy twierdzili, że o koronie może decydować papież, a nie cesarz. Jagiełło uznał, że jego demonstracja się udała i zmienił zdanie odnośnie do koronacji uznając, że w tej sytuacji załatwi sprawę sukcesji tronu polskiego polubownie. Na zjeździe w Jedlnie w marcu 1430 król Jagiełło uzyskał satysfakcjonujące go postanowienia dotyczące wyboru jego następcy (miał być nim jeden z dwóch Jagiellonów), a co do Witolda uznano, że jest dożywotnim księciem Litwy, a po jego śmierci państwo wróci do Korony jako dziedziczny spadek. Tymczasem Litwini przygotowywali się do koronacji wyznaczonej na 29 września 1430, na którą Witold zaprosił książąt mazowieckich, wielkiego mistrza krzyżackiego, książąt m.in. Tweru i Riazania, metropolitę kijowskiego i całej Rusi Focjusza, hospodara mołdawskiego itd. Insygnia mieli przywieźć posłowie cesarscy, w związku z czym Polacy obsadzili granicę zachodnią i drogi w Nowej Marchii i 1 sierpnia 1430 przejęli posłańca cesarskiego z insygniami królewskimi i kompromitującymi papierami koronacyjnymi, w których cesarz zawierał z Witoldem wieczyste przymierze z krajami luksemburskimi i krzyżackimi wymierzone przeciwko Królestwu Polskiemu. Po zdemaskowaniu intrygi posłowie cesarscy nie śmieli jechać dalej i zawrócili z insygniami z powrotem. Sprzeciw co do koronacji Witolda zgłosił też papież Marcin V, bo nie został zapytany o zezwolenie na utworzenie kolejnego królestwa. Niecały miesiąc później (27 października) Witold zmarł w obecności Jagiełły w Trokach, przekazując mu przed śmiercią władzę wielkoksiążęcą oraz wszystkie nadane mu przez króla kraje.

## Żony i potomstwo
Pierwszą żoną Witolda była Anna, córka księcia smoleńskiego Światosława Iwanowicza z Rurykowiczów. Do ślubu z Anną doszło około 1370, najpóźniej w 1376 lub 1377. Anna zmarła 31 lipca 1418, została pochowana w katedrze wileńskiej. Córką Witolda i Anny była Zofia (ur. ok. 1375 lub ok. 1378, zm. 1453), żona Wasyla I, wielkiego księcia moskiewskiego. Zofia jest jedynym znanym dzieckiem księcia Witolda. Z 1382 pochodzi wzmianka o innych dzieciach Witolda, nieznanych z imienia.
Drugą żoną Witolda, poślubioną kilka miesięcy po śmierci pierwszej żony, była Julianna Holszańska, wdowa po kniaziu Iwanie Karaczewskim, blisko spokrewniona ze zmarłą Anną – była córką lub wnuczką Agrypiny, siostry Anny. Ojcem Julianny był Iwan Holszański albo Michał Iwanowic Holszański, syn tegoż Iwana. Z uwagi na wspomniane bliskie pokrewieństwo Julianny z Anną smoleńską, biskup wileński, bez papieskiej dyspensy, nie udzielił Witoldowi ślubu z Julianną. Takich dylematów nie miał biskup włocławski Jan Kropidło i 13 listopada 1418 Witold poślubił nową, młodą małżonkę. Małżeństwo Witolda z Julianną, która przeżyła męża i zmarła ponoć w 1448, pozostało bezdzietne.
Według Kroniki Bychowca pierwszą żoną Witolda miała być Maria Łukomska, jednakże jest ona uznana za postać zmyśloną, niepotwierdzoną w innych źródłach.

## Witold w kulturze

### Literatura
Postać Witolda pojawia się w powieści historycznej Krzyżacy autorstwa Henryka Sienkiewicza napisanej w latach 1897–1900 i poświęconej wielkiej wojnie z Krzyżakami.

### Film
- Krzyżacy – polski film historyczny w reż. Aleksandra Forda z 1960 oparty na powieści Henryka Sienkiewicza o tym samym tytule, w którym w postać Witolda wcielił się Józef Kostecki.
- W serialu Królewskie sny z 1988 w postać Witolda wciela się Janusz Michałowski.
- W III sezonie serialu Korona królów w postać księcia Witolda wciela się Ihor Aronov.
- W serialu Korona królów. Jagiellonowie w postać księcia Witolda wciela się Michał Chorosiński.